# Santissima Trinità dei Pellegrini (Neapel)
Koordinaten: 40° 50′ 51,1″ N, 14° 14′ 50,8″ O
Santissima Trinità dei Pellegrini (italienisch: „Heiligste Dreifaltigkeit der Pilger“) ist eine Kirche in der Altstadt von Neapel, in der Via Portamedina.
In enger Verbindung mit der Kirche wurde 2008 der Complesso Museale dei Pellegrini gegründet, mit wertvollen Sammlungen von liturgischen Gewändern und Geräten, Reliquien, Gemälden und Skulpturen. Zu dem Complesso gehört außerdem die kleine Kirche Santa Maria Mater Domini aus dem 16. Jahrhundert, mit dem Grab des Stifters Pignatelli.

## Geschichte
Der Complesso della Trinità dei Pellegrini, bestehend aus Kirche und Hospital, wurde im 16. Jahrhundert von dem Johanniter-Ordensritter Fabrizio Pignatelli di Monteleone gegründet. Das Hospital war zunächst für die zahlreichen armen Pilger (Pellegrini) gedacht, die nach Neapel kamen; nach 1700 verlegte es seine Aktivitäten nach und nach immer mehr auf die armen, mittellosen Kranken der Stadt.
Die ursprüngliche Kirche wurde von 1564 bis 1575 erbaut und mit Bezug auf eine päpstliche Bulle von Gregor XIII. vom 13. Dezember 1574 als Santa Maria Materdomini bezeichnet, war also Maria als Muttergottes geweiht; schon bald wurde sie jedoch vom Volk mit dem Beinamen „de’poveri peregrini“ („der armen Pilger“) belegt. Nach Fertigstellung der Kirche begann man mit dem Bau des Hospitals.
Nach dem Tode von Pignatelli (1577) wurde seine Institution 1582 mit der Confraternita della Santissima Trinità dei Pellegrini vereint, einer caritativen Bruderschaft, die ursprünglich in Rom von San Filippo Neri ins Leben gerufen, und 1578 in Neapel durch Bernardo Giovino neugegründet worden war. Die Mitglieder der Bruderschaft waren (und sind heute noch) in Rot gekleidet.
In der zweiten Hälfte des 18. Jahrhunderts fanden mehrere Restaurierungen und Renovierungen statt: 1771 durch Giuseppe Astarita und von 1792 bis 1796 unter Carlo Vanvitelli, dem die Kirche ihr aktuelles Aussehen verdankt. Auch das Hospitalsgebäude wurde 1796 nach Plänen von Carlo Vanvitelli und Gaetano Barba vergrößert. Um Platz für die Erweiterungen zu schaffen, wurden einige Gebäude in unmittelbarer Nachbarschaft abgerissen und auch ein Teil eines Gartens genutzt, den die Familie Pignatelli der Bruderschaft überlassen hatte.

## Beschreibung
Die Fassade erhebt sich über einer doppelläufigen Freitreppe, die beiden flankierenden Statuen von Angelo Viva stellen die Heiligen Filippo Neri und den neapolitanischen Nationalheiligen San Gennaro (Januarius) dar.

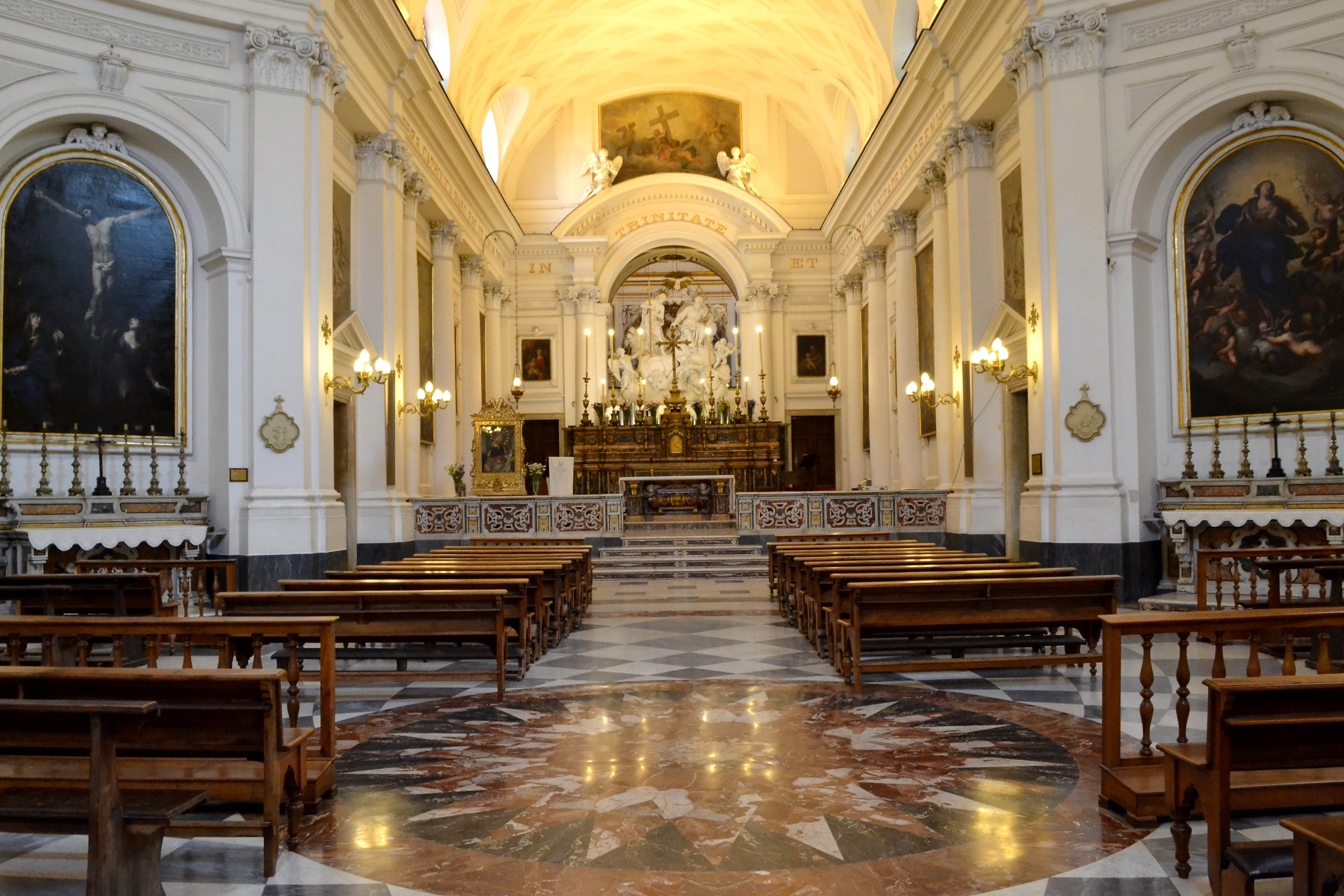
Innenraum

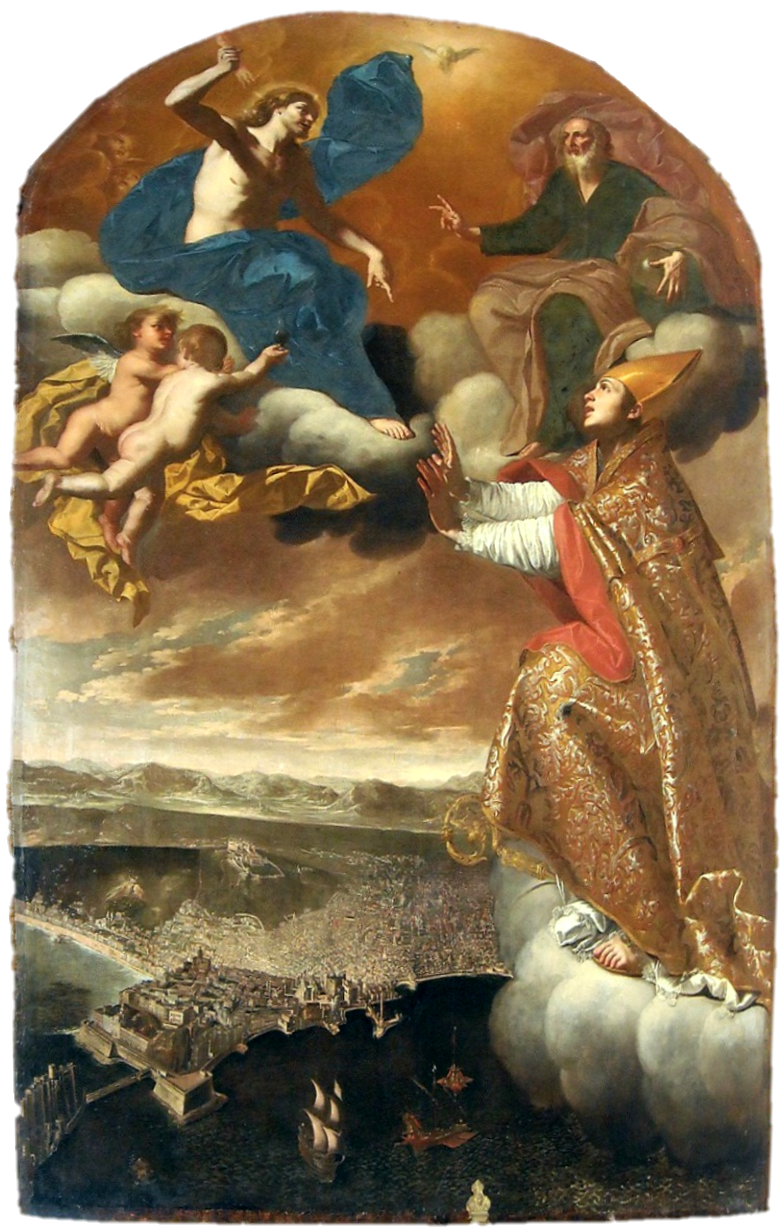
Onofrio Palumbo: San Gennaro beschützt Neapel vor Blitzen

Die Form des Inneren ist nicht nur selten, sondern einzigartig: es besteht aus zwei Achtecken, die durch ein Rechteck miteinander verbunden sind. Das erste Oktogon ist das Kirchenschiff, das in ein rechteckiges und ziemlich tiefes Presbyterium übergeht; dahinter liegt (unsichtbar) das Oratorium als zweites Oktogon. Die Wände der Kirche werden durch Pilaster und Säulen der Kompositordnung gegliedert.
Insgesamt wurde beim Neubau von 1792 bis 1796 so viel wie möglich von der alten Bausubstanz erhalten und wiederhergestellt, der Kirchenraum wurde jedoch in der Breite etwas vergrößert. Die Länge entspricht den ursprünglichen Abmessungen aus dem sechzehnten Jahrhundert. Aus dem älteren, originalen Bauwerk blieben auch Elemente aus Marmor, Teile des Fußbodens, goldene Dekorationen und Objekte, die Balustrade und die Türen erhalten.
An den Wänden des oktogonalen Kirchenschiffes befinden sich sechs Gemälde, die fast alle zwischen 1651 und 1652 entstanden sind – mit Ausnahme des Kalvarienbergs von Andrea Vaccaro, der erst Mitte des 18. Jahrhunderts als Geschenk an die Erzbruderschaft hierher kam. Die übrigen fünf Gemälde sind: der heilige Antonius von Padua von Giacomo Farelli, die Heilige Dreifaltigkeit erscheint dem Heiligen Filippo Neri von Onofrio Palumbo, eine Maria Immaculata von Marco Antonio del Santo, San Gennaro beschützt Neapel vor Blitzen von Onofrio Palumbo, und der Tod des heiligen Joseph von Francesco Fracanzano. Die Bilder wurden während der Erweiterungen des späten achtzehnten Jahrhunderts von einem gewissen Giovanni Maria Grifou überarbeitet, der die Werke (nach den üblichen Gepflogenheiten der Zeit) an die neuen Gegebenheiten anpasste, wobei nicht nur die Größe verändert, sondern möglicherweise auch modernere Elemente in die Bilder eingefügt wurden.
Das rechteckige Presbyterium liegt etwas erhöht im Vergleich mit dem Oktogon des Kirchenschiffs; es gehört zu den Gebäudeteilen, die durch Vanvitelli neu gestaltet wurden. Die Wahl von Säulen statt Pilastern an dieser Stelle ist nicht nur dekorativ, sondern hat auch funktionale stützende Bedeutung. Der Hauptaltar wurde ursprünglich von Mario Gioffredo entworfen und von Carlo Vanvitelli restauriert, die Skulpturen der Heiligen Dreifaltigkeit unter dem zentralen offenen Rundbogen am Ende des Raumes stammen wiederum von Angelo Viva. Das Bild rechts davon, der Heilige Joseph mit dem Jesuskind, wird Paolo De Matteis zugeschrieben, die Madonna mit Kind auf der linken Seite stammt vermutlich aus der Schule von Giuseppe Bonito.

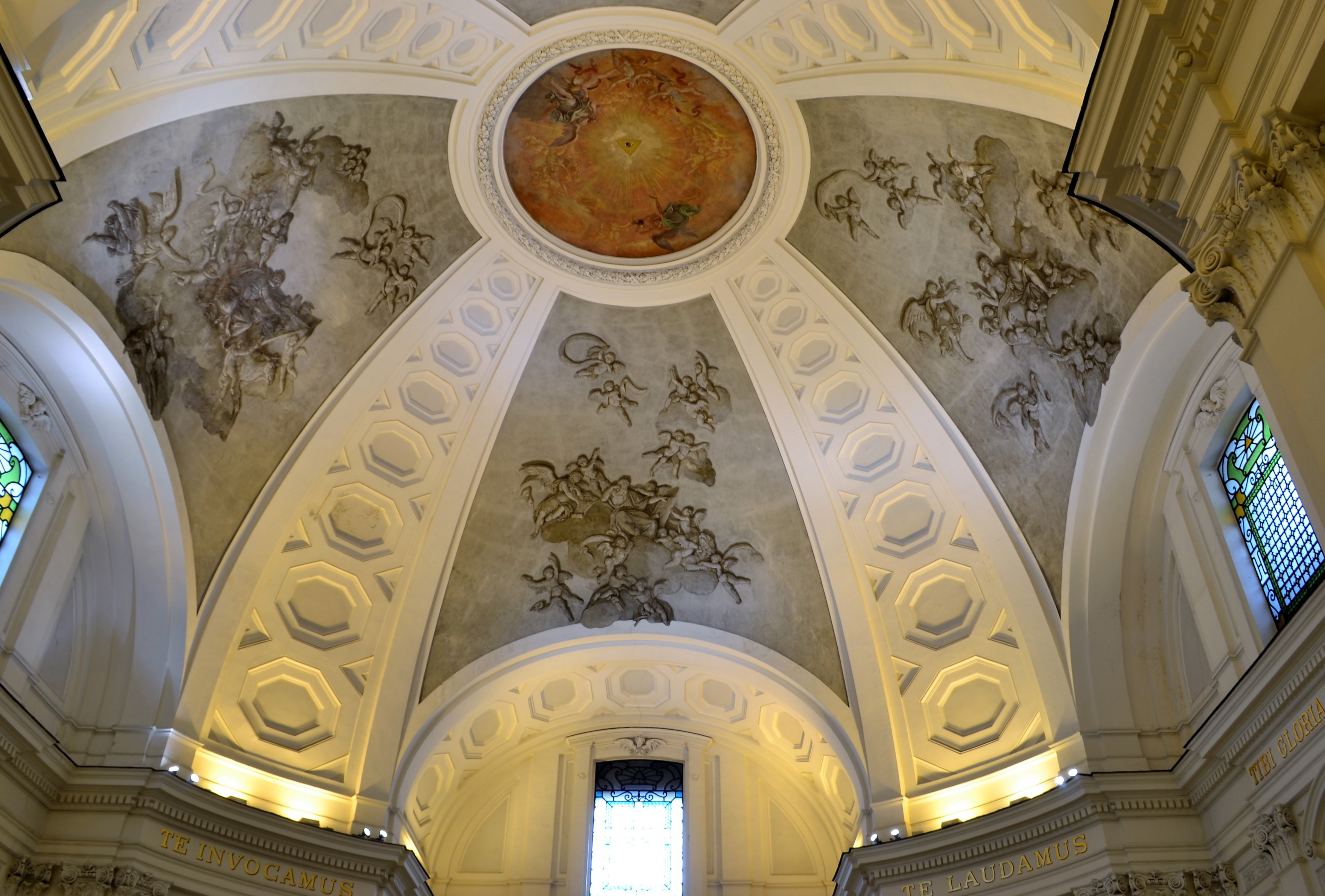
Kuppel

Der Dekor des Deckengewölbes und der Halbkuppel ist klassizistisch; das Fresko in der Mitte der Kuppel stammt von Melchiorre De Gregorio und stellt „das Auge der Heiligen Dreifaltigkeit“ dar. Exquisit ist der Fußboden aus dem 18. Jahrhundert aus weißem Marmor und Bardiglio; unter der Kuppel liegt ein großer 24-strahliger Stern.
Der Chor entstand 1754 nach Entwürfen von Giovanni Antonio Medrano mit einer reichen Dekoration aus vergoldetem Stuck, und mit Gemälden der Vier Evangelisten von Paolo De Maio und einer Madonna mit der heiligsten Dreifaltigkeit von Francesco De Mura.
Im Inneren befindet sich auch die Büste von Ferrante Maddalena, dem ersten Ratgeber des Königs, der 1752 in der Kirche begraben wurde.
Zum Complesso gehören außer der Kirche auch das bereits erwähnte Oratorio della Congregazione della Trinità dei Pellegrini (mit wertvollen Holzschnitzereien aus dem 17. Jahrhundert), und eine Kapelle mit einem Hochaltar aus polychromem Marmor.

## Complesso Museale dei Pellegrini
Das Museum wurde 2008 gegründet, es befindet sich in den historischen Nebenräumen der Kirche, die teilweise schon an sich von Interesse sind, wie z. B. der Salone del Mandato. Ausgestellt sind wertvolle liturgische Gewänder und Geräte und Reliquien. Es gibt außerdem eine Sammlung mit holzgeschnitzten farbigen Passionsfiguren aus dem 16. und 17. Jahrhundert. In der Gemäldesammlung befinden sich Werke von Bernardino Campi, Carlo Maratta, Andrea Vaccaro, Francesco Fracanzano, Onofrio Palumbo und Didier Barra, Giacomo Farelli, Francesco De Mura, Giuseppe Bonito und Giacinto Diano.

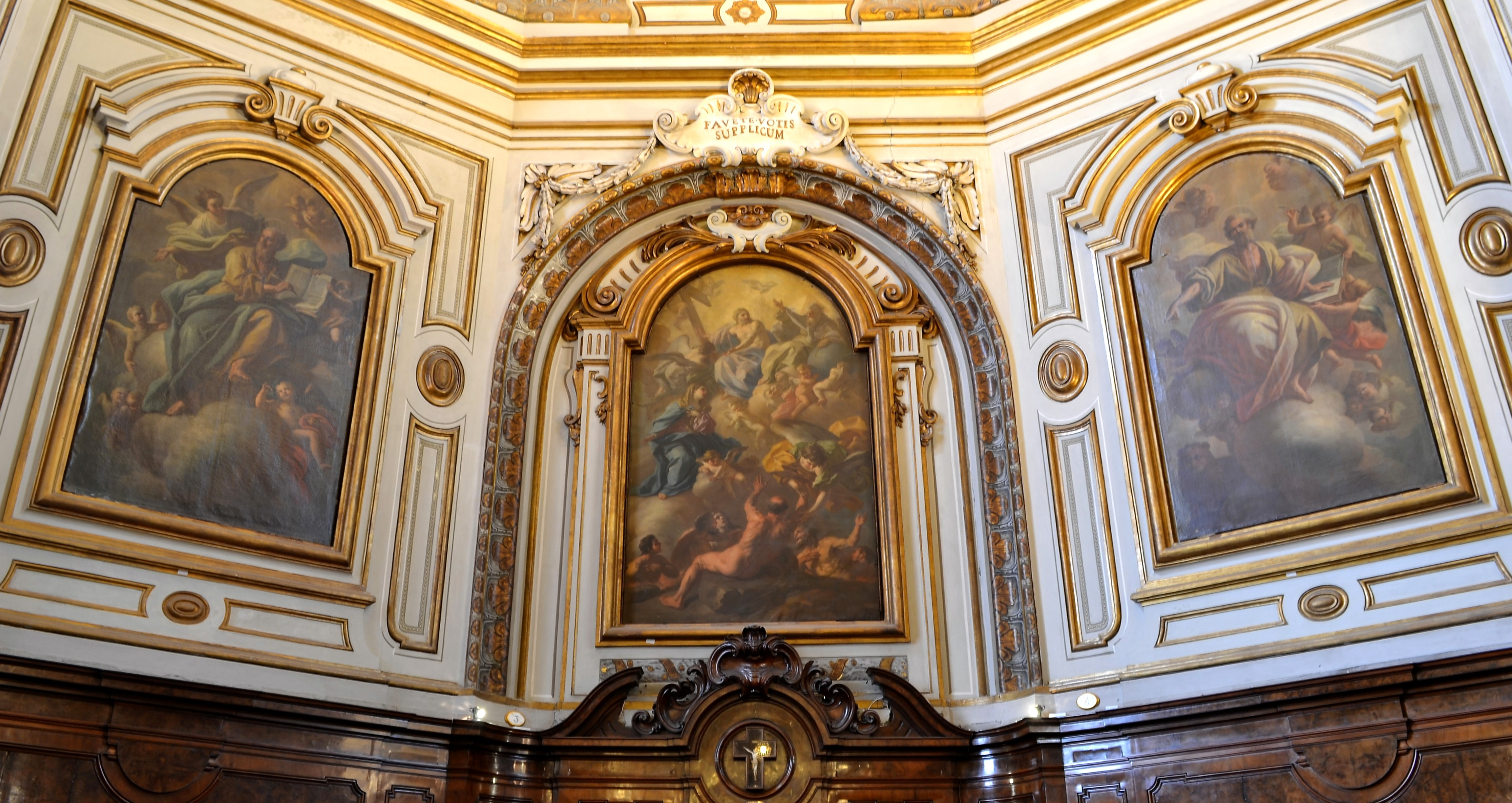
Das Oratorio

## Einzelanmerkungen
1. 1 2 3 4 5 6 7 8 9 10 11 12 13 14 15 16 17  Die „Chiesa della Santissima Trinità dei Pellegrini“ auf der Website   „napoligrafia“, gesehen am 17. November 2018
2. 1 2 3  Website des „Complesso museale dei Pellegrini“, gesehen am 11. November 2018
3. 1 2 3 4  Geschichte von Kirche und Hospital auf „arciconfraternità dei Pellegrini-storia“, gesehen am 11. November 2018
4. 1 2  Geschichte von Kirche und Hospital auf „arciconfraternità dei Pellegrini-storia2“, gesehen am 11. November 2018
5. 1 2 3 4 5 6 7 8  Informationen über die Kirche Santissima Trinità dei Pellegrini auf der Website der   „arciconfraternità dei Pellegrini“, gesehen am 11. November 2018